# Amt Schlei

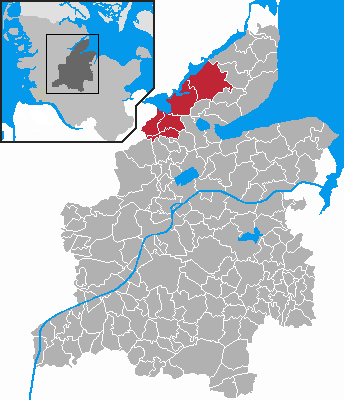
Lage des ehem. Amtes Schlei im Kreis Rendsburg-Eckernförde

Das Amt Schlei war ein Amt im Kreis Rendsburg-Eckernförde in Schleswig-Holstein. Sitz der Amtsverwaltung war Fleckeby.
Das Amt hatte eine Fläche von gut 100 km² und 7000 Einwohner in den fünf Gemeinden Fleckeby, Güby, Hummelfeld, Kosel und Rieseby.

## Geschichte

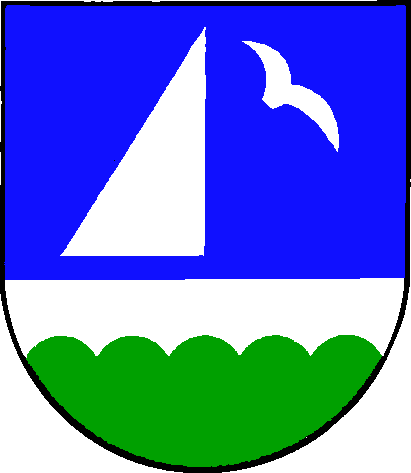
Wappen des ehem. Amtes Schlei

Das Amt entstand 1970 im Zug der Kreis- und Ämterreform in Schleswig-Holstein aus den früheren Ämtern Fleckeby und Rieseby.
Im Zuge der Verwaltungsstrukturreform in Schleswig-Holstein fusionierte das Amt zum 1. Januar 2008 mit den Ämtern Schwansen und Windeby zum Amt Schlei-Ostsee.

## Wappen
Blasonierung: „Über silbernem Schildfuß, darin ein flacher grüner Fünfberg, in Blau ein linksgewendetes silbernes Dreiecksegel, begleitet links oben von einer fliegenden silbernen Möwe.“